# Brooklyn Bridge to Chorus
Brooklyn Bridge to Chorus is een nummer van de Amerikaanse alternatieve rockband The Strokes uit 2020. Het is de derde single van hun zesde studioalbum The New Abnormal.
"Brooklyn Bridge to Chorus" is een nummer uit de alternatieve rock met disco-invloeden. De titel verwijst naar Brooklyn Bridge in New York, waar frontman Julian Casablancas opgeroeide. In de tekst haalt Casablancas herinneringen op aan zijn verleden. Hij noemt de bands uit de jaren '80 uit zijn jeugd en herinnert zich iemand van wie hij ten onrechte dacht dat hij zijn vriend was. Nu hunkert hij naar nieuwe relaties, wat hij als veertiger en vader van twee kinderen moeilijk vindt. Ook zingt hij dat hoe ouder hij wordt, hoe minder Casablancas de jongere generatie begrijpt. In de bridge verwijst Casablancas naar zijn ex-vrouw, voormalig assistent-manager van The Strokes, Juliet Joslin, van wie hij in 2019 scheidde na 14 jaar huwelijk.
Het nummer flopte in Amerika, maar werd in België wel een klein succesje met een 17e positie in de Vlaamse tipparade.